# Vilamolera
Vilamolera és un despoblat del terme de Sant Esteve de la Sarga, (Pallars Jussà), dins de la zona d'influència d'Estorm, inclòs a l'Inventari del Patrimoni Arqueològic i Paleontològic de Catalunya.

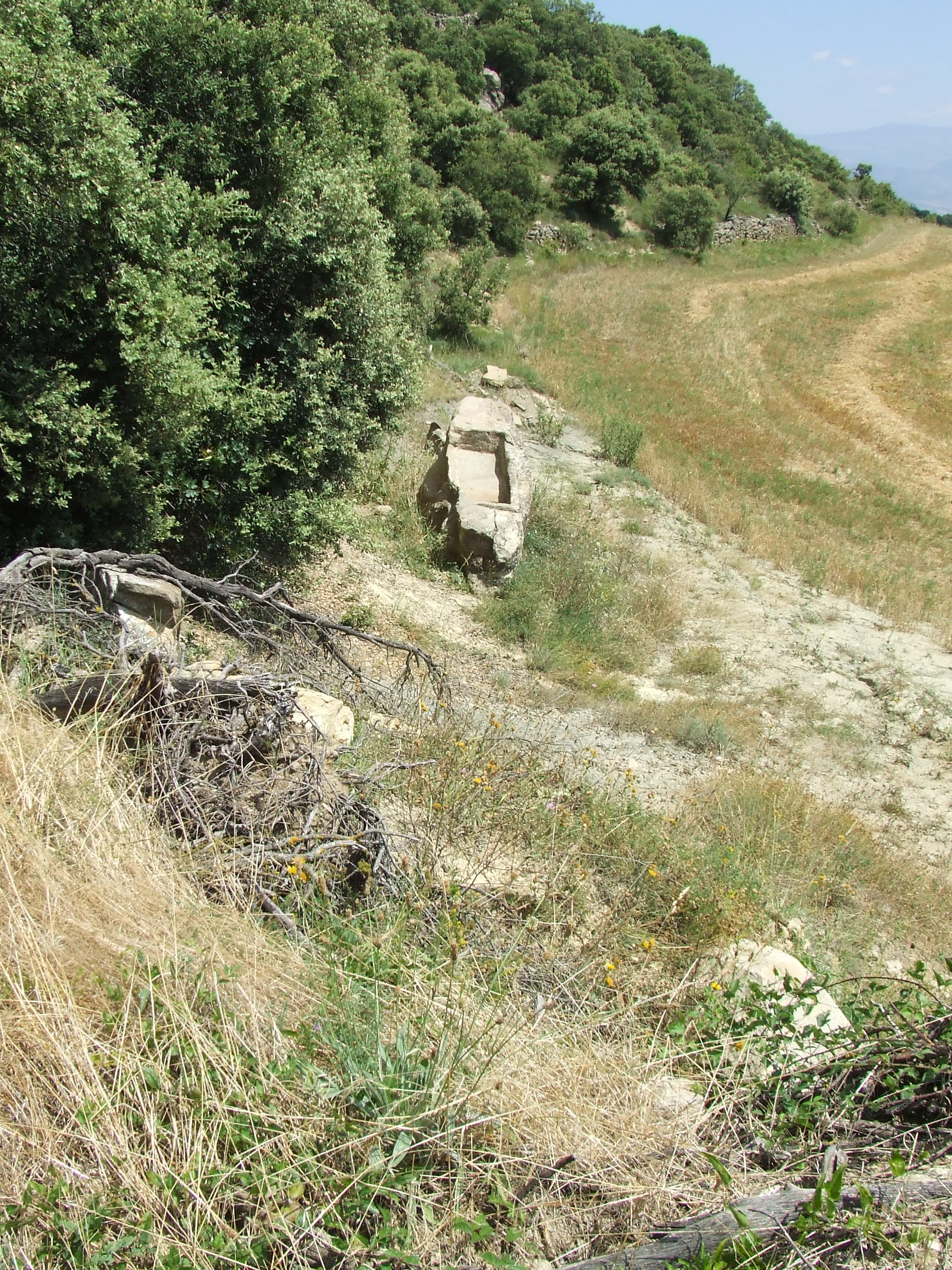
Una tomba antropomòrfica

Estava situat al capdamunt de la muntanya que es dreça damunt d'Estorm (al seu nord-oest) i Moror (al seu nord), al límit amb el terme municipal amb Castell de Mur, antigament de Mur, a prop de la caseria de Miravet.
La seva antiga església parroquial és l'única cosa que n'ha perviscut: és l'ermita de Sant Salvador de la Serra, reconegut santuari de la contrada. A l'entorn de l'ermita es troben encara les restes d'un poblat amb, almenys, mitja dotzena de construccions en ruïnes. Els noms amb què es coneixen coincideixen amb els noms de les cases d'Estorm: el Batlle, l'Escolà, etc. Un xic més apartat al nord hi ha les restes del Corral de Carrió.
S'han trobat també a Vilamolera tombes antropomòrfiques excavades en blocs de pedra, corresponents a enterraments altmedievals.
L'accés a Vilamolera és per una pista rural en bon estat que puja des d'Estorm. Té una certa dificultat de trànsit en les èpoques de pluges, atès el desnivell que salva i el fet que és un camí de terra. Té alguns trams força aeris.

## Etimologia

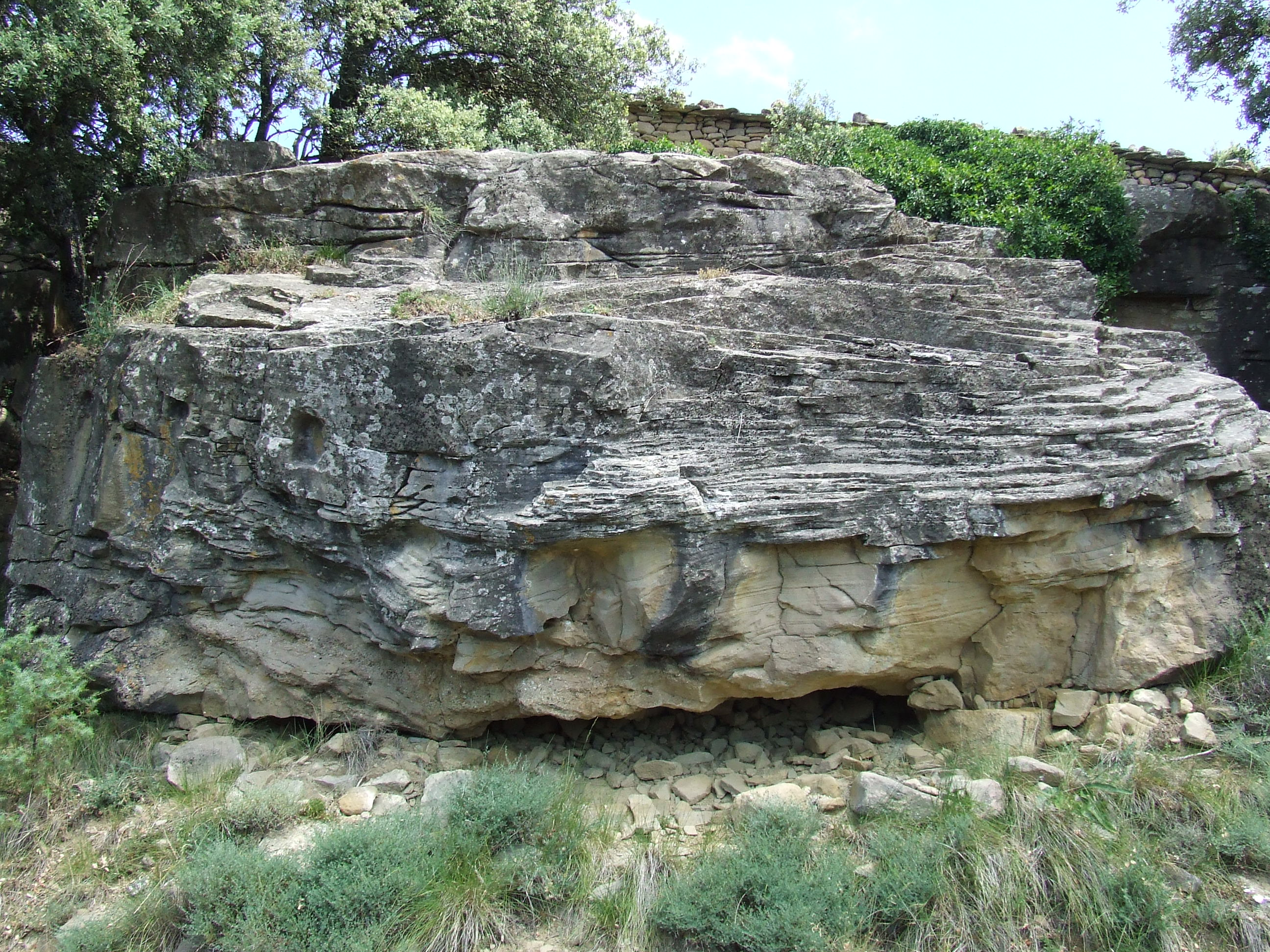
Una pedra molera, amb senyals dels blocs extrets per a fer moles

Segons la versió popular, el nom ve de la indústria preeminent en aquest poble, mentre existí: la fabricació de moles per als molins, a causa de l'abundor en el lloc de la pedra necessària per a aquella activitat preindustrial. Una altra activitat, lligada amb l'anterior, era la fabricació de lloses de pedra per a la construcció.